# Siergiej Tarasiuk
Siergiej Artiemjewicz Tarasiuk (ros. Сергей Артемьевич Тарасюк, ur. 1899 w Petersburgu, zm. 1 marca 1948) – funkcjonariusz radzieckich służb specjalnych, ludowy komisarz spraw wewnętrznych Tadżyckiej SRR (1934–1937).

## Życiorys
Białorusin, do 1916 skończył 8 klas gimnazjum, później m.in. pracował na kolei, od marca 1918 do kwietnia 1919 kierownik wydziału gospodarczego Sownarchozu Rejonu Północnego, od października 1918 członek RKP(b). Od maja 1919 do września 1920 w Armii Czerwonej, potem funkcjonariusz Czeki w Piotrogrodzie, 1922 zastępca szefa karelskiego obwodowego oddziału GPU, od grudnia 1922 do marca 1923 szef czerepowieckiego gubernialnego oddziału GPU, od kwietnia 1923 do października 1924 naczelnik 7 oddziału pogranicznego GPU. Od listopada 1924 do marca 1925 naczelnik 31 oddziału pogranicznego OGPU w Kerczu, od marca do maja 1925 pomocnik szefa Wydziału Ekonomicznego Pełnomocnego Przedstawicielstwa OGPU Kraju Północnokaukaskiego, od maja 1925 do 26 września 1926 naczelnik 34 oddziału pogranicznego OGPU w Tuapse, równocześnie od 15 stycznia do 26 września 1926 naczelnik 32 oddziału pogranicznego OGPU w Noworosyjsku. Od 16 listopada 1926 do 23 marca 1929 szef salskiego okręgowego oddziału GPU, od maja do grudnia 1929 pomocnik szefa okręgowego oddziału GPU we Władykaukazie, od 11 grudnia 1929 do 30 listopada 1930 szef Szachtyńsko-Donieckiego Okręgowego Oddziału/Sektora Operacyjnego GPU, od listopada 1930 do grudnia 1931 zastępca szefa, a od 29 grudnia 1931 do 3 stycznia 1934 szef dagestańskiego obwodowego oddziału GPU. Od 8 lutego do 10 lipca 1934 przewodniczący GPU Tadżyckiej SRR, od 15 lipca 1934 do 28 września 1937 ludowy komisarz spraw wewnętrznych Tadżyckiej SRR, od 29 listopada 1935 major bezpieczeństwa państwowego, od grudnia 1937 do maja 1941 szef Zarządu Iwdielskiego Poprawczego Obozu Pracy NKWD, od maja do października 1941 szef Zarządu Bogosławskiego Poprawczego Obozu Pracy i Budowy Zakładu Aluminium NKWD. Od października 1941 do maja 1942 szef Zarządu Aktiubińskiego Poprawczego Obozu Pracy NKWD, od października 1942 do marca 1944 szef Zarządu Ust'Wymskiego Poprawczego Obozu Pracy NKWD, 14 marca 1943 mianowany pułkownikiem bezpieczeństwa państwowego, od 21 marca 1944 do śmierci szef Zarządu Usolskiego Poprawczego Obozu Pracy NKWD.

## Odznaczenia
- Order Czerwonego Sztandaru (3 listopada 1944)
- Order „Znak Honoru” (11 maja 1944)
- Odznaka "Honorowy Funkcjonariusz Czeki/GPU (XV)" (20 grudnia 1932)
- Odznaka "Zasłużony Funkcjonariusz NKWD" (17 lipca 1944)